# Тевенон
Тевенон (фр. Tévenon) — громада  в Швейцарії в кантоні Во, округ Юра-Нор-Водуа.

## Географія
Громада розташована на відстані близько 65 км на захід від Берна, 35 км на північ від Лозанни.
Тевенон має площу 14,3 км², з яких на 3,1% дозволяється будівництво (житлове та будівництво доріг), 40,7% використовуються в сільськогосподарських цілях, 56% зайнято лісами, 0,2% не є продуктивними (річки, льодовики або гори).

## Демографія
2019 року в громаді мешкало 897 осіб (+28,9% порівняно з 2010 роком), іноземців було 12,9%. Густота населення становила 63 осіб/км².
За віковим діапазоном населення розподілялося таким чином: 23,1% — особи молодші 20 років, 57,3% — особи у віці 20—64 років, 19,6% — особи у віці 65 років та старші. Було 371 помешкань (у середньому 2,4 особи в помешканні).
Із загальної кількості 139 працюючих 28 було зайнятих в первинному секторі, 18 — в обробній промисловості, 93 — в галузі послуг.